# Kłopotowo (przystanek kolejowy)
Kłopotowo – zlikwidowany przystanek kolei wąskotorowej (Kołobrzeska Kolej Wąskotorowa) w Kłopotowie, w województwie zachodniopomorskim, w Polsce.